# اولمشاید
اولمشاید (به آلمانی: Olmscheid) یک شهر در آلمان است که در بیتبورگ-پروم واقع شده‌است.